# Stanislav Pitaš
Stanislav „Guma“ Pitaš (* 12. prosince 1957, Kocbeře) je bývalý disident, signatář Charty 77 a představitel východočeského undergroundu. V současnosti je majitelem penzionu v Šonově a klubu Eden v Broumově.

## Život před sametovou revolucí
Vyučil se v oboru silniční práce v Trutnově a většinu života se živil jako dělník. Tamtéž také získal první kontakty v disidentských kruzích. Ve spojení s komunitou v Nové Vísce u Chomutova šířil samizdatový časopis Vokno a Voknoviny. Podepsal Chartu 77 a angažoval se v pomoci polské Solidaritě. S Václavem Havlem se seznámil v 80. letech, když si přečetl v Rudém právu článek odsuzující jeho zisk literární Ceny Erasma Rotterdamského a rozhodl se zjistit, jak se věci skutečně mají, jeho návštěvou na Hrádečku. Několik let jej pak pravidelně navštěvoval a staral se o chatu a jeho sbírku hudby.
V roce 1982 se před rostoucím tlakem StB přestěhoval do Šonova u Broumova, který postupně opravoval. Ve stodole pořádal ilegální koncerty, často rozehnané StB. Byl v té době jedním ze dvou chartistů na Broumovsku a častým terčem domovních prohlídek. Práci nalezl jako pomocný dělník v kamenolomu v sousedním Rožmitálu.
V letech 1985-1989 byl třikrát vězněn. Poprvé byl odsouzen za snižování vážnosti prezidenta, kdy s přáteli vytvořili satirickou koláž Gustáva Husáka a housera.
Podruhé byl obviněn za napadení veřejného činitele, když při cestě na demonstraci 28. října 1988 odmítl v České Skalici nastoupit do vozu s příslušníky StB, kteří se mu odmítli legitimovat, místo toho si lehl na zem a do auta musel být vtlačen násilím.
Potřetí byl uvězněn na jaře 1989 k deseti měsícům odnětí svobody za rozkrádání majetku v socialistickém vlastnictví. Žádal o odklad nástupu k výkonu trestu, aby se mohl účastnit pohřbu své matky. Nebylo mu vyhověno. Propuštěn byl až po 17. listopadu 1989 při první vlně propouštění.

## Život po revoluci
Po propuštění na amnestii se stal členem prověrkové komise při rušení věznice v Žacléři a také prověrkové komise u policie. V letech 2006--2010 byl místostarostou obce Šonov. V Broumově založil undergroundový klub Eden, který pravidelně hostí koncerty českých i zahraničních kapel. Navštívil jej i americký velvyslanec Andrew Schapiro.